# Manasquan
Manasquan és una població dels Estats Units a l'estat de Nova Jersey. Segons el cens del 2007 tenia 6.244 habitants.

## Demografia
Segons el cens del 2000, Manasquan tenia 6.310 habitants, 2.600 habitatges, i 1.635 famílies. La densitat de població era de 1.765,4 habitants/km².
Dels 2.600 habitatges en un 29,5% hi vivien nens de menys de 18 anys, en un 49,3% hi vivien parelles casades, en un 10,3% dones solteres, i en un 37,1% no eren unitats familiars. En el 30,2% dels habitatges hi vivien persones soles l'11,5% de les quals corresponia a persones de 65 anys o més que vivien soles. El nombre mitjà de persones vivint en cada habitatge era de 2,43 i el nombre mitjà de persones que vivien en cada família era de 3,06.
Per edats la població es repartia de la següent manera: un 23,8% tenia menys de 18 anys, un 6,6% entre 18 i 24, un 29,6% entre 25 i 44, un 25,1% de 45 a 60 i un 14,9% 65 anys o més.
L'edat mediana era de 39 anys. Per cada 100 dones de 18 o més anys hi havia 95,4 homes.
La renda mediana per habitatge era de 63.079 $ i la renda mediana per família de 73.670 $. Els homes tenien una renda mediana de 52.368 $ mentre que les dones 33.333 $. La renda per capita de la població era de 32.898 $. Aproximadament el 2,2% de les famílies i el 3,1% de la població estaven per davall del llindar de pobresa.

## Poblacions més properes
El següent diagrama mostra les poblacions més properes.